# إيفا براون
إيفا آنا باولا هتلر (بالألمانية: Eva Anna Paula Hitler) ‏ (6 شباط (فبراير) 1912 – 30 نيسان (أبريل) 1945) هي عشيقة ورفيقة المستشار الألماني أدولف هتلر، وَزوجته لِمدة لَم تتجاوز 40 ساعة حيثُ تَزوجت هتلر في 29 نيسان (أبريل) أَي قبل يوم واحد من انتحارهما، وَقد قابَلت إيفا هتلر في ميونخ عِندما كانت في السابِعة عشر من عُمرها، حَيث كانت تَعمل مُساعِدة لِمُصوره الشَخصي، ثُمَ بدأت في مواعدته بعدَ عامين، وَقد حاولت الانتحار مَرتين في بِداية علاقتهما، وفي عام 1936 أصبحت إيفا شَخصية رئيسية في الدائِرة الاجتماعية الداخِلية لِهتلر وَفرداً من أفراد عائِلته المَوجودة في البرغهوف القريب من برشتيسجادن، وعاشا حياةً آمنة طَوال الحَرب العالمية الثانية، وَلكن حتى مُنتصف عام 1944م لَم تحضر إيفا أي مُناسبة عامة مع هتلر، وقد ساعدَ عمل إيفا مُساعدة لِمُصور هِتلر سابقاً بأن أصبحت هيَ المسؤولة عن تَصوير هتلر، حيثُ تُعزى إليها مُعظم الصُور الفوتوغرافية المُلونة والأفلام الموجودة عن هتلر.
كانت إيفا رمزاً هاماً في حياة هِتلر، وقد ظهرا للمرة الأولى معاً في حفل زَفاف أختها جريتل على هيرمان فيجلين الذي كان ضابط اتصال في طاقم هتلر. وَعندَ انهيار الرايخ الثالث قُبيل انتهاء الحَرب أقسمت إيفا على الولاء الكامِل لِهتلر، حَيث ذَهبت معه إلى بَرلين لتكون بالقرب مِنه في حِصنه المنيع تحت مقر الرايخ، وَباقتراب الجَيش الأحمر فِي التاسع وَالعشرين من نيسان (أبريل) عام 1945 تَزوجت هتلر في احتفال مَدني صَغير، وكانت في ذلك الوَقت تَبلغ الثالثة وَالثلاثين من عُمرها وهوَ في السادسة والخمسين من عُمره؛ وبعد أقل من أربعين ساعة انتحرا معاً في غُرفة المَعيشة، وماتت إيفا بعدَ ابتلاعها لِسُم السيانيد، وَلم يكن الشعب الألماني على دراية بعلاقة إيفا مع هتلر حتى وفاتِهما.

## نَشأتُها

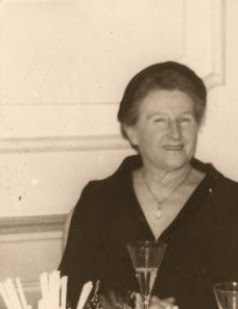
فرانشيسكا براون (والدة إيفا)

وُلدت إيفا في ميونيخ وهيَ الابنة الثانية لفريدريك الذي كانَ يعمل مُدرساً، أما والدتها فهيَ فرانشيسكا كروت بيرجر التي كانت تَعمل خياطة قَبل زواجِها. وفي عام 1909م وُلِدت أليس شَقيقة إيفا الكُبرى، وفي عامَ 1921م وُلدت مارجريت (جريتل) شَقيقة إيفا الصُغرى، وقد انفَصَلَ والدا إيفا في نيسان عام 1921م، ثُمَ تزوجا مُجدداً في تشرين الثاني عام 1922م، وقد كانَ انفصالهما لأسباب مالية (حيثَ كان هُناك تضخم مالي في الاقتصاد الألماني في ذلك الوَقت).
دَرست إيفا في مدارس ثانوية كاثوليكية في ميونخ، ثُم دَرست سَنة في مدرسة إدارة الأعمال في اتحاد الأخوات الإنجليز في زيمباخ آم إن وَمِنها حَصلت على مُؤهل مُتوسط، ثَمَ نَشطت إيفا في ألعاب القُوى، وفي سِن السابعة عَشر عملت مُساعدة لِهينرش هوفمان الذي كانَ في ذلكَ الوَقت المُصور الرَسمي للحزب النازي، ثُمَ عُينت مُساعدة لمدير مبيعات كليرك، وَلم تَلبث إلى أن تَعلمت استخدام الكاميرا وتحميض الصُور، وقد قابلت إيفا هتلر للمرة الأولى عام 1929م، وكانت في ذلك الوَقت في الثالثة والعشرين من عُمرها؛ حيثُ قابَلته في استوديو هوفمان بميونخ، وَقَدمَ هوفمان هِتلر لَها باسم «السيد وولف»، وَعَملت أيضاً أخت إيفا جريتل مَع هوفمان في بداية عام 1932م، وقد صاحبت جريتل أُختها خلال رِحلاتها الأخيرة مع هتلر إلى أوبرساليزبيرج.

## علاقَتها مع هِتلر
عاشَ هِتلر مع ابنة أَخيه غير الشَقيق جيلي راوبال في شَقته بميونيخ من عام 1929م حتى مَماتها، وفي 18 أيلول (سبتمبر) 1932م عُثرَ على روبال مقتولة في شَقتها بَعد أُن أُطلق الرِصاص على رأسها من مُسدس هتلر ويبدو هذا الحادِث أنهُ كانَ انتحاراً، حيثَ كانَ هتلر وقت انتحارها في نورنبرغ، وقد كانَ هتلر مُهتماً براوبال لدرجة أنها كانت من أهم الأشياء في حياته، وبعد مَوتها بَدأ هتلر برؤية إيفا بشكل يومي.
حاوَلت إيفا الانتحار في اليَوم العاشر أو الحادي عشر من شهر آب (أغسطس) عام 1932م وذلكَ بإطلاق النار على صَدرها من مُسدس والدها، ويرى المؤرخون أنَّ هذه المُحاولة لم تكن جدية ولكن كانت للفت انتباه هِتلر لَها، وقد نَجحت في ذلك فَبعد تماثُلها للشفاء ازداد ارتباط هتلر بِها وَبنهاية عام 1932م أَصبحا عَشيقين، وكانت إيفا تَمكُث طوال الليل في شَقته عندما يَكون هوَ في ميونخ، وعَمَل إيفا مُصورة لِحساب هوفمان  مَكنها من السَفر بِرفقة هتلر كَمصورة للحزب النازي، ثَُمَ بعد ذلك عَملت لِحساب هوفمان في المَجال الصَحفي.
وِفقاً لِما وَرَدَ في يوميات إيفا وحسب الكاتب نيرن جون، كانت مُحاولتها الثانية للانتحار في أيار (مايو) عام 1935م بأخذ جُرعة زائدة من الحُبوب المُنومة، وكانت هذه المُحاولة نَتيجة لِعدم اهتمام هِتلر بِها، وفي شَهر آب (أغسطس) من نَفس العام أَهدى هِتلر لَها ولأختها شَقة في ميونخ تَحتوي على ثلاث غُرف نوم، وفي العام الذي يَليه أهداهما فيلا في بوجن هوسن، ولكنها مَكثت أكثر في ميونخ، وفي عام 1936م كانت إيفا تَعيش مع هتلر كُلما جاء إلى مَقر إقامته في برغهوف، وقد كانَ لها أيضاً شَقة خاصة في الرايخ في برلين (المُصممة بواسطة ألبرت شبير).
حَضرت إيفا تَجمع نورنبرغ لأول مرة عام 1935م (وهوَ يوم اجتماع يُقيمه الحزب النازي، وكانت تجري فيه العديد من المُسابقات والأحداث) وذلك عندما حَصلت لها أُخت هتلر غير الشَقيقة أنجيلا راوبال (والدة جيلي المُتوفية) استثناءً بِالحُضور، وبعدها عُزلت أنجيلا مِن مَنصبها كَمديرة منزل هتلر في برشتيسجادن، ويظن الباحِثون أنَّ السَبب الوَحيد لانتحارها هوَ كُرهها لإيفا، ومنذُ هذا الوقت أيقن بَقية أعضاء الحَزب النازي أنَّ إيفا فَوق النَقد (أَي مُحصنة).
أرادَ هِتلر أن يَظهر في صُورة البَطل العَفيف، فَوفقاً للأيدلوجية النازية الرِجال هُم القادة السياسيين والمُحاربين، وَأما النِساء فَهُنَّ رَبات البُيوت، وقد كانَ هِتلر يعتقد أنه كانَ جذاباً للنساء فأرادَ أن يستغل هذه المَيزة في مشواره السِياسي، فكانَ يُظهِر أنهُ أعزب لأنه يعلم أن زواجه سَيُضعف تلكَ المَيزة، لذلك لَم يَظهر هِتلر وإيفا معاً في أي مُناسبة عامة والمَرة الوَحيدة التي ظهرت بِجانبه كانت في دورة الألعاب الأولمبية الشَتوية عام 1936م عندما نُشرت لها صُورة وهي تَجلس بجانبه، وقد جَهِلَ الشعب الألماني علاقة هتلر بإيفا حتى بعد الحَرب، وَوفقاً لِمذكرات شبير فإنَّ إيفا لَم تَنم مُطلقاً في نَفس الغُرفة مع هتلر، وكانَ لديها غُرفة خاصة بها في برغهوف، وغُرفة في برلين، وحسب ما ذَكر شبير لاحقاً «بأن إيفا تَسببت بخَيبة أَمل كبيرة لدى المؤرخين».
ذَكر كاتب السِيَّر الذاتية هايكه جورتماكر أنَهُ لَم يكن للنِساء دوراً هاماً في سياسة الرايخ الثالث، فَكان رأي إيفا السياسي ذو تأثير بَسيط على هِتلر، وَلم يَسمح لها هتلر بالجُلوس عندما يَكون الحَديث عن السِياسة أو الأعمال، وكان يُرسلها خارج الغُرفة عندَ وجودَ الائتلاف الوِزاري أو النُخبة النازية، وذلكَ لِأنها لَم تكن عُضواً في الحِزب النازي، وكانت إيفا تَهتم بالرياضة، والموضة، والسينما، وكانت لَها حياتُها الخاصة بعيداً عن الحَياة السياسية فَلم تُظهر أي اهتمام بالسياسة، إلا في مَرة واحدة عام 1943م عَقبَ تحول ألمانيا إلى حرب اقتصادية شامِلة، وقد كان ذلك يعني لإيفا فَرض حظر مُحتمل على مُستحضرات التَجميل النِسائية والكَماليات، فَوفقاً لِمُذكرات شبير فَقد تعرفت إيفا على هتلر في «أيام النقمة الكُبرى»، وقد كَلفَ هتلر شبير الذي كانَ وزيراً للحربية في ذلك الوَقت بِوقف إنتاج مُستحضرات التَجميل والإكسسوارات بَدلاً من إصدار قانون مُباشر بِحظرِها.
استَمرت إيفا بالعَمل مع هوفمان بعدَ بدأ علاقتها مع هِتلر، حيثُ التقطت بَعض الصُور والأفلام لِمعارفه المُقربين، وبيعَ بعضٌ مِنها بِسعر مُرتفع، وَبِنهاية عام 1943م أَخذت براون أَجرها من شَركة هوفمان، وَعملت أيضاً سكرتيرة خاصة لهِتلر، وَمكنها هذا من دُخول مبنى المُستشارية في بَرلين دونَ الإشارة إليها، وكانت تستخدم الباب الخَلفي وَسلم الطَوارئ، وذكَرَ جورت ماكر أن إيفا وهتلر استمتعوا بحياة جنسية طَبيعية، وَوصفت عائلة إيفا وأصدقائها ضَحكتها على صورة نيفيل تشامبرلين التي التُقطت له عام 1938م وهوَ جالس على أريكة في شقة هتلر بميونيخ، وتمنوا لَو عَلموا سَبب ضحكتها في حينِها.
وفي الثالث مِن حُزيران عام 1944م تَزوجت جريتل (أُخت إيفا) من هيرمان فيجلين الذي كانَ ضابط اتصال في جيش هِتلر، وخدمَ أيضاً كضابط اتصال في الوحدة الوقائية تحت قيادة هاينريش هيملر، واستغلَ هتلر هذه المُناسبة لِيُظهر إيفا مَعه بشكل رَسمي كَأخت زَوجة فيجلين، وفي أيام الحَرب أُلقيَ القَبض على فيجلين وحاولَ الهَرب إلى السويد أو سويسرا، ولكنَ هِتلر أمرَ بإعدامه، ووجدَ مقتولاً في حديقة مبنى مُستشارية الرايخ بعدَ أن أُطلق عَليه النار في الثامن والعشرين من أبريل عام 1945م.

## أُسلوب الحَياة
انتَقَلَ هِتلر في عام 1933م إلى مَنزل صَغير كانَ قد اشتراه في جِبال أوبرساليزبيرج لِقضاء عُطلة بدأت في عام 1934م واستَمرت حتى نِهاية عام 1936م، وَيَضُم المَنزل جَناحًا كَبيرًا كانَ قَد أُضيف إلى المَنزل مَع بَعض المَبانِ الإضافية التي تُحيط بالمَنزل، ومن ثُمَ سُيجت بالكامِل، ومن ثُمَ قامَ الحزب النازي بشراء المَنازل المُتبقية في الجَبل، وكذلك اشترى كُل من ألبرت شبير، وهيرمان غورينغ، ومارتين بورمان مَنزلاً في هذا الجَبل لِغرض الانقطاع عن العالَم الخارِجي.

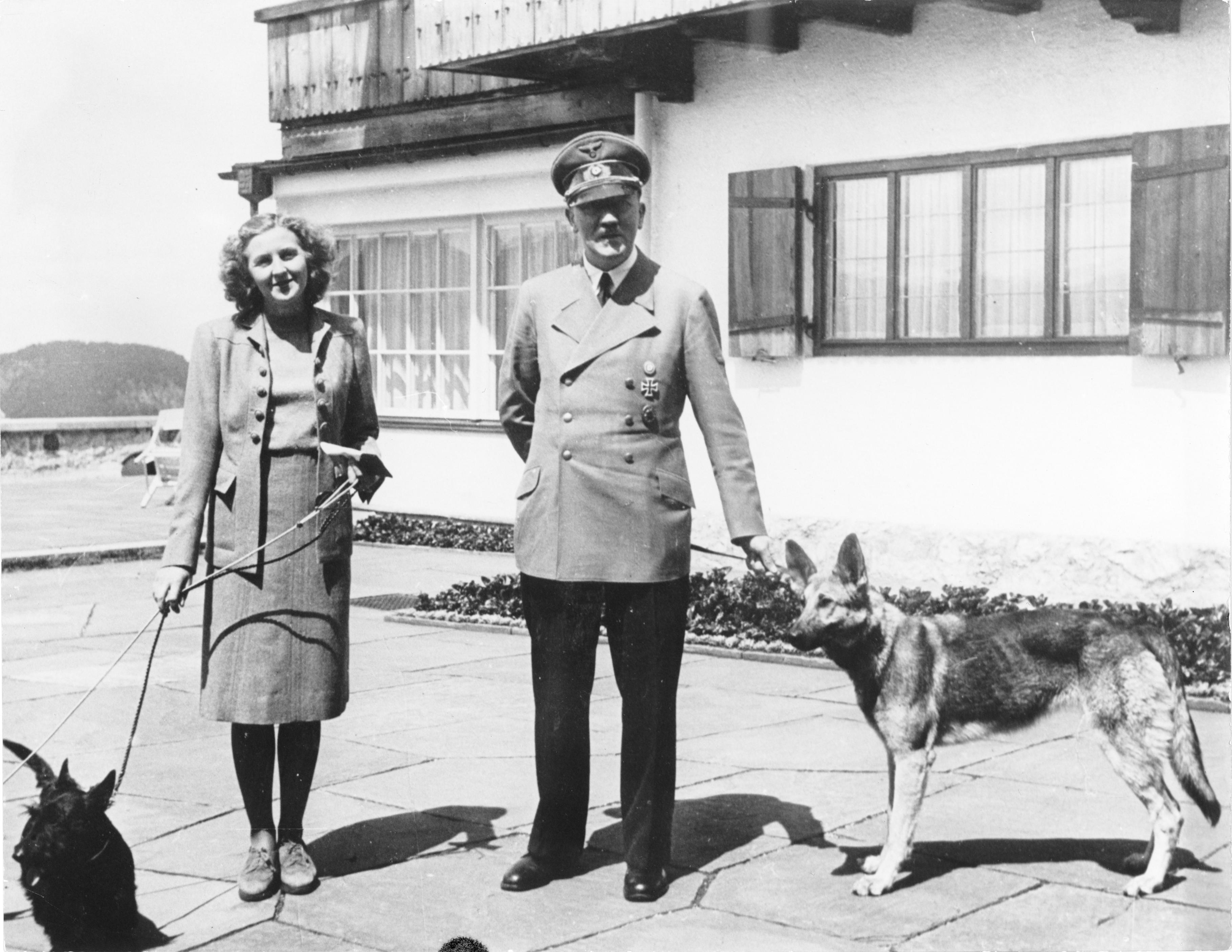
إيفا وَهتلر أَثناء تَمشية مَع كلبيهِما

وَوفقاً لِما ذَكره خادِم هتلر هاينز لينج، كان لِكل من إيفا وَهتلر غُرفتا نَوم وَحمامان مُتصلان بِأبواب داخِلية، وكان هتلر يَجتمع مَعها بعد أَن يُنهي أعماله، وبعدَ ذلك يَخلدان للنومِ سوياً، وقالَ أيضاً أنها كانت تَرتدي مِعطف مَنزلي أو مَلابس غير مُحتشمة وكانت تَشرب الخَمر، في حِين كان يَشرب هِتلر الشاي، وقد ذكر أيضاً بِأنَّ الاتصال الجَسدي كانَ ممنوعاً حتى في برغهوف، وقد كانتَ إيفا تَظهر بِدور المُضيفة بينَ الزُوار، بالرَغم أنها لَم تُشارك في إدارة شؤون الأُسرة، وقد كانتَ إيفا تَدعو أصدقائها وأقاربها بِشكل مُنتظم لِزيارتها وَمُرافقتها خلال إقامتها هُناك، حيثُ أَنهم الضُيوف الوَحيدين المَسموح لَهم بالقُدوم. 
وعندَما اقترح هينريته فون شيراخ على إيفا الاختباء بَعد الحَرب، أَجابته قائِلة: «هَل تعتقد أني سَأتركه يموتُ وَحده؟! سَأبقى مَعه حتى آخر لَحظة...». وقد كانَ هتلر مُغرماً بِها بِشدة وَيقلق عليها حينَ مُشاركتها في الألعاب الرياضية أو تأخرها عن موعد تَناول الشاي، وقد ذَكرها هِتلر في وِصيته، وَخصص لَها 12000 من عُملات الرايخ الألماني سَنوياً بَعد وفاته.
وَكانت إيفا مُولعة بِكلبيها الإسكتلندي (وكانَ اسمه النَجاشي) والهولندي (وكانَ اسمُه ستاسي)، وكانت تتركهم يَشاهدون أفلاماً مميزة، وكانت تُبعدهم عن كَلب هتلر الراعي الألماني (وكان اسمُه بلوندي) لِكُرهها لَه، وقد قَتَلَ الخادِم بلوندي في التاسع والعشرين من نيسان (أبريل) عام 1945م حينَ أمرَ هِتلر بكبسولتين من السيانيد إحداهما لاختبارها على الكلب والأُخرى لانتحاره هوَ وإيفا، وقامت إيفا بِقتل كِلابها عن طَريق كِلاب هِتلر في الثلاثين من نيسان (أبريل).

## الزَواج والانتِحار
في الأوائِل مِن شهر نيسان (أبريل) عام 1945م، سافَرت إيفا من ميونخ إلى برلين لِتكون مَع هتلر في مَلجأ الفوهرر، وَرفضت آنذاك الهَرب عند اقتراب الجَيش الأحمر من العاصِمة، وبعد مُنتصف ليلة الثامِن والعشرين أو التاسع والعِشرين من نيسان (أبريل) تَزوجَت إيفا من هِتلر في احتفال مَدني صَغير قَصير في ملجأ الفوهرر، وشهد على عَقد الزَواج كُل من جوزيف غوبلز ومارتن بورمان، وبعد ذلك أَخذ هِتلر إفطار مُتواضع مع عروسته الجَديدة، وعندَ زواج إيفا من هِتلر، تَغير اسمها رَسمياً إلى إيفا هتلر، وعندَ توقيعها لِوثيقة الزَواج وَقعت بِرمز عائِلتها (ب) ثَمَ عَدلته إلى (ه) إشارةً إلى هِتلر.
وفي الثَلاثين من نيسان بَعد الواحدة ظُهراً ألقى هتلر وإيفا الوَداع على الطاقم وأعضاء الدائِرة الداخِلية، وفي وَقتٍ لاحق في ظُهر اليَوم أي في تمام الساعة الثالثة والنِصف وخمس دقائق أبلغَ شهود عَيان عن سَماع طَلقات نارية، وبعد عدة دقائق دَخل خادم هِتلر هايزلينج وَمعاون هِتلر أوتو جيونخ إلى غُرفة المَعيشة لِيجدوا إيفا وَهتلر جُثتين هامدتين على أريكةٍ صَغيرة، وكانتَ إيفا قد عَضت على كَبسولة تحتوي على سَم السيانيد، وَهتلر قد أطلقَ النار على نَفسه في الصِدغ الأيمن من رأسه، وبعد ذَلك أخرج جُثمانيهما عبر مَخرج الطوارئ إلى حَديقة خَلف مَبنى مُستشارية الرايخ حيثُ أحرقت، وبالتالي فإن إيفا ماتت في الثالثة والثلاثين من عُمرها.
وَعثرَ الرُوس على بَقاياهما مُتفحمة بعد أن دُفنا سراً بِجانب جوزيف وماغدا جوبلز وَأطفالُهما السِتة في مُجمع سميرش في ماغديبورغ في ألمانيا الشرقية. وفي الرابِع من نيسان (أبريل) عام 1970م، وَجدَ فريق تابع لجِهاز الاستخبارات السوفيتي بِقايا خَمس صناديق خَشبية، فأحرقوها وألقوا بِها في نهر بيدرتر أحد رَوافد نَهر إلبه.
وَقد نَجت عائلة إيفا من الحَرب، فَقد توفيت والدَتُها فرانشيسكا في كانون الثاني (يناير) عام 1976م وكانت في السادسة والتِسعين من عُمرها، وعاشتَ والدتها آخر أيامها في مَزرعة قَديمة في روهبولدينج في بافاريا، وقد توفيَ والدُها فريدريك عام 1964م، وأما أُختها جريتل فقد أنجبت فتاة في الخامس من أيار (مايو) عام 1945م وأسمتها إيفا، وفي وقتٍ لاحق تَزوجت من رَجل أعمال يُدعى كورت بيرغوف وَتوفيت عام 1987م، وأما شَقيقة إيفا الكُبرى أليس فَلم تَكن مِن ضِمن دائِرة المَعارف المُقربة من هِتلر، وتزوجت مَرتين وَتوفيت في عام 1979م.

## في الأَدب القصصي

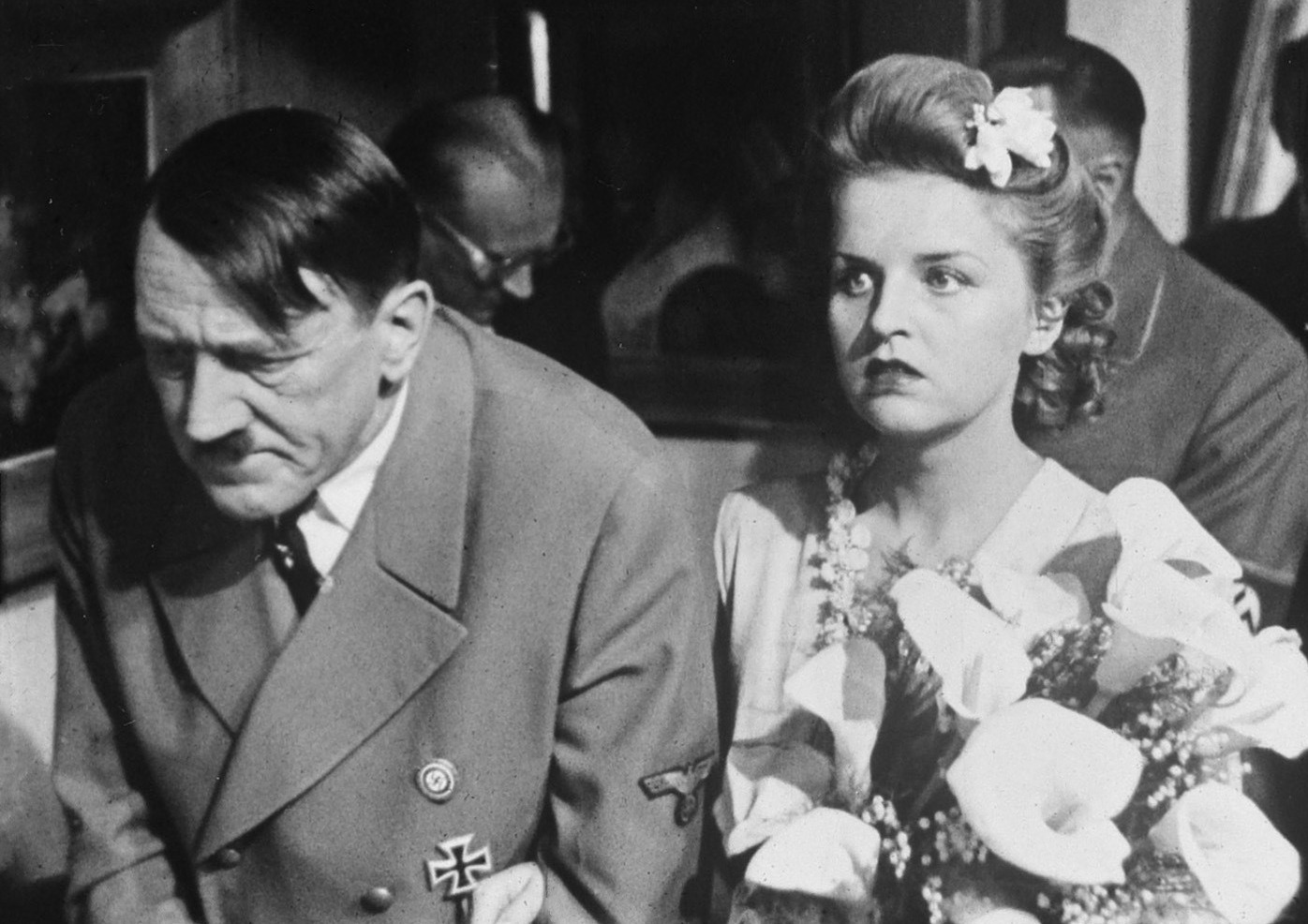
ماريا نوفاكوفا في دَور إيفا براون في فيلم سُقوط بَرلين

- 1949: فِيلم سُقوط برلين لِميخائيل شيوريلي، وَلعبت دَورها ماريا نوفاكوفا.
- 1955: فِيلم الأيام العشرة الأخيرة لِجورج فيلهلم بابست، وَلعبت دَورها لوتا توبيش.
- 1973: هتلر: الأيام العشر الأخيرة لِإنيو ديكونشيني، وَلعبت دورها دوريس كانستمن.
- 1973: فِيلم جنون الفوهرر لِفيليب كلير، وَلعبت دورها أليس سابرتش.
- 1999: فِيلم مولوك لِالكسندر سوكوروف، وَلعبت دورها يلينا رومونوفا.
- 2001: رِواية الجُزء الآخر لِإريك إيمانويل شميت.
- 2003: فِيلم هتلر: صعود الشر لِكريستيان دوغيه، وَلعبت دورها زوي تيلفورد.
- 2004: فيلم السُقوط لِأوليفر هيرشبيجل، وَلعبت دورها جوليان كولر.
- 2007: فيلم وَثائق عن هِتلر ظَهرت فيها إيفا براون، والفِيلم لِإيزابيل كلارك وَدانيال كيستل.
- 2010: فيلم جَمع الشمل لِروزلين بوش، وَلعبت دورها فرانشيسكا شوبرت.

### اقتِباسات
1. 1 2  Encyclopædia Britannica | Eva Braun (بالإنجليزية), QID:Q5375741
2. 1 2  Brockhaus Enzyklopädie | Eva Braun (بالألمانية), OL:19088695W, QID:Q237227
3. ↑  Alfred Konder (2000), Adolf Hitler’s Family Tree: The Untold Story of the Hitler Family (PDF) (بالإنجليزية) (1st ed.), Salt Lake City, p. 31, QID:Q22262438{{استشهاد}}:  صيانة الاستشهاد: مكان بدون ناشر (link)
4. ↑   http://www.haaretz.com/jewish-world/jewish-world-news/1.602586. {{استشهاد ويب}}: |url= بحاجة لعنوان (مساعدة) والوسيط |title= غير موجود أو فارغ (من ويكي بيانات) (مساعدة)
5. 1 2 3  Lambert 2006، صفحة 459.
6. 1 2 3  Linge 2009، صفحة 199.
7. 1 2  Lambert 2006، صفحة 55.
8. 1 2  Görtemaker 2011، صفحة 88.
9. 1 2 3 4  Bullock 1999، صفحة 395.
10. ↑  Görtemaker 2011، صفحة 31.
11. ↑  Görtemaker 2011، صفحات 31–32.
12. ↑  Lambert 2006، صفحات 49, 51–52.
13. ↑  Görtemaker 2011، صفحات 12–13.
14. ↑  Görtemaker 2011، صفحة 13.
15. ↑  Görtemaker 2011، صفحة 35.
16. ↑  Kershaw 2008، صفحة 219.
17. ↑  Görtemaker 2011، صفحة 43.
18. ↑  Kershaw 2008، صفحات 220–221.
19. ↑  Görtemaker 2011، صفحات 48–51.
20. 1 2  Görtemaker 2011، صفحة 51.
21. ↑  Lambert 2006، صفحات 134–135.
22. ↑  Lambert 2006، صفحة 130.
23. ↑  Görtemaker 2011، صفحة 81.
24. ↑  Görtemaker 2011، صفحة 12.
25. ↑  Görtemaker 2011، صفحة 19.
26. 1 2  Görtemaker 2011، صفحة 223.
27. ↑  Lambert 2006، صفحة 142.
28. ↑  Görtemaker 2011، صفحات 94–96.
29. ↑  Görtemaker 2011، صفحات 100, 173.
30. ↑  Görtemaker 2011، صفحة 173.
31. ↑  Görtemaker 2011، صفحات 97–99.
32. 1 2  Lambert 2006، صفحة 324.
33. ↑  Speer 1971، صفحة 138.
34. ↑  Knopp 2003، صفحة 16.
35. ↑  Guest 2006.
36. 1 2  Connolly 2010.
37. ↑  Speer 1971، صفحات 138–139.
38. ↑  Lambert 2006، صفحة 338.
39. ↑  Görtemaker 2011، صفحة 65.
40. ↑  Speer 1971، صفحة 337.
41. ↑  Görtemaker 2011، صفحات 171–173.
42. ↑  Speer 1971، صفحة 184.
43. ↑  Görtemaker 2011، صفحة 192.
44. ↑  Görtemaker 2011، صفحات 168–171.
45. ↑  Beevor 2002، صفحات 341–342.
46. ↑  Bullock 1999، صفحة 792.
47. ↑  Görtemaker 2011، صفحة 238.
48. ↑  Görtemaker 2011، صفحات 126–127.
49. ↑  Linge 2009، صفحة 39.
50. ↑  Görtemaker 2011، صفحة 167.
51. ↑  Görtemaker 2011، صفحات 165–166.
52. ↑  Speer 1971، صفحة 139.
53. ↑  Lambert 2006، صفحة 273.
54. ↑  Junge 2003، صفحة 77.
55. ↑  Kershaw 2008، صفحة 952.
56. ↑  Eberle & Uhl 2005، صفحة 273.
57. ↑  Speer 1971، صفحة 587.
58. 1 2  Beevor 2002، صفحة 343.
59. ↑  Kershaw 2008، صفحة 954.
60. ↑  Kershaw 2008، صفحة 955.
61. ↑  Linge 2009، صفحة 200.
62. ↑  Vinogradov 2005، صفحات 333–336.
63. ↑  Lambert 2006، صفحات 463–464.
64. 1 2  Lambert 2006، صفحة 463.